# Gian Aldo Arnaud
Gian Aldo Arnaud (Novi Ligure, 28 dicembre 1929 – Roma, 4 giugno 2013) è stato un politico italiano.

## Biografia
Consigliere comunale a Torino, è stato deputato della Democrazia Cristiana dal 1965 al 1983 per cinque legislature, Sottosegretario ai Lavori pubblici dal 1973 al 1976 nei governi Rumor (IV e V) e Moro (IV e V) e alla presidenza del Consiglio dei Ministri nel III° Governo Andreotti dal 1976 al 1978. Nella IV legislatura subentrò al dimissionario Giovanni Bovetti. Il suo nome figura nella lista degli appartenenti alla loggia P2, con tessera n° 726.
Muore all'età di 83 anni nel giugno 2013.